# Mathias Granier
Pour les articles homonymes, voir Granier.
Mathias [Mathieu] Granier [Garnier] est un compositeur et maître de chapelle français, mort après 1623.

## Biographie
Granier a été sous-maître de la musique de la chapelle du roi à une époque où cette charge était partagée avec deux autres musiciens, succédant en 1604 Jean Morel, décédé cette année. Il était également chanoine de la cathédrale de Beaucaire (un peu au sud d'Avignon), comme il apparaît dans quelques actes notariés parisiens repérés entre 1605 et 1623. En 1610, il est cité comme chantre et comme sous-maître dans le Registre de la dépense pour les funérailles de Henri IV de France. En 1619, Eustache Picot lui succède à sa charge de sous-maître.
En 1636, il est cité dans l'Harmonie universelle de Marin Mersenne comme violiste dans la maison de Marguerite de Valois :
... Je laisse la clef de nature qui suit au 4. lieu sur la 4e chorde, et tout ce qui reste sur le manche jusques à la table, afin de parler des violes à six chordes dont on use maintenant. Or on les fait de toutes sortes de grandeurs, dans lesquelles l'on peut enfermer de jeunes pages pour chanter le dessus de plusieurs airs ravissans, tandis que celuy qui touche la Basse chante la taille, afin de faire un concert à trois parties, comme faisoit Granier devant la Reyne Marguerite.
En 1639, le Jésuite Antoine Parran le cite dans son Traité de musique (p. 85-86) à propos de ses airs en français composés en style de vaudeville, qualifiés de musique gaillarde au même titre que ceux  de Sauvaire Intermet.
Par ailleurs, un Pierre Granier était organiste à Saint-Sauveur d'Aix-en-Provence en 1568-1569 et un Granier était chanoine à l'église Notre-Dame des Doms d'Avignon en 1581 ; on ignore s'ils ont un lien avec Mathias Granier.

## Œuvres
- Deux airs en français dans le Manuscrit Bayle (perdu) : Allons au bois (4 v.) et Pourquoy... (2a p.) Mon paire, ma maire, (3a p.) Adieu m'amour hélas adieu (4 v.) (reproduit par Gastoué 1904 p. 558).
- Motet O crux venerabilis, quae salutem attulisti miseris 6 v, dans le manuscrit Chicago NL : Case MS 5136.
- Hymni, Prosae, Cantica &c. cum notis musicis, per Mathiam Granierum, à 4 v. (Paris, Pierre I Ballard ? 1610). Œuvre dédiée à Marguerite de France (1553-1615), dont l'exemplaire de dédicace est cité dans l'inventaire après décès de sa bibliothèque[2]. Le détail des pièces est inconnu. Édition aussi citée dans le catalogue de vente des livres de Jean Galloys en 1710[3].